# Château de la Pannonie
Le château de la Pannonie est situé sur la commune de Couzou, dans le département du Lot. 

## Historique
Le château fait l’objet d’un classement au titre des monuments historiques depuis le 20 juillet 1992 alors que le parc et la dépendance sont inscrits depuis le 27 décembre 2012,.

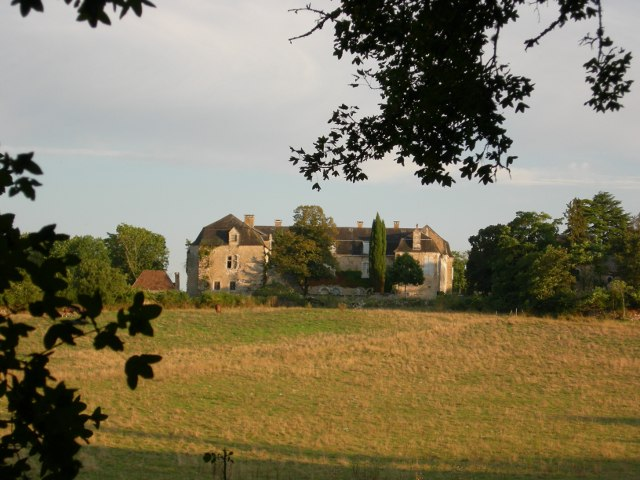

## Décor
En 1780, Antoine Vidal de Lapize a acquis un ensemble de peintures sur bois et sur toile du château de Saint-Sulpice pour l'installer au château de la Pannonie.